# Centre Hospitalier Universitaire de Liège

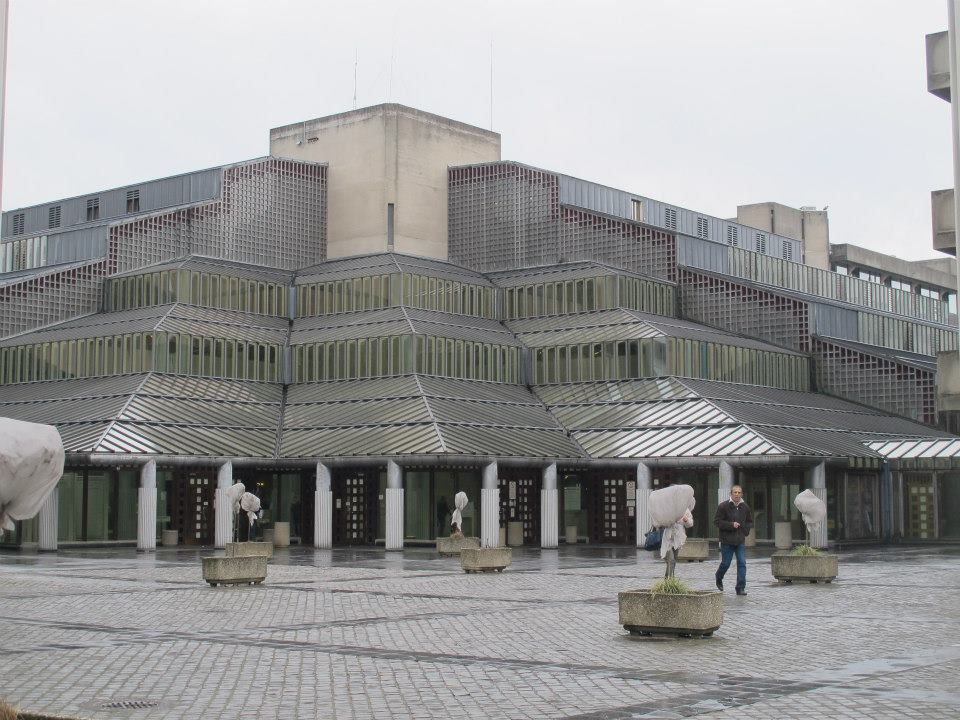
Karakteristiek daklandschap van CHU de Liège

Het Academisch Ziekenhuis van Luik (Centre Hospitalier Universitaire de Liège, afgekort CHU de Liège) is een ziekenhuis in de Belgische stad Luik. 
Het ziekenhuis is een academisch ziekenhuis verbonden aan de Université de Liège. Naast de hoofdcampus in Sart-Tilman met 625 bedden, heeft het ziekenhuis ook campussen of afdelingen in Chênée (253 bedden), Esneux (40 bedden) en Fraiture-en-Condroz (120 bedden).
Het hoofdgebouw is een ontwerp door de Belgische architect Charles Vandenhove. Het ziekenhuis werd gebouwd in de periode 1962-1987. De bouw werd vertraagd door onder andere uit de hand gelopen bouwkosten.

## Beschrijving
Het gebouw heeft een opvallend piramidale vorm, bestaande uit een stalen constructie bedekt met een glazen dak. 
Vandenhove heeft het ziekenhuis duidelijk in twee verschillende delen opgesplitst, de inkomhal en het functionele gedeelte van het ziekenhuis.
In de inkomhal bevinden zich onder de grote stalen constructie zitplaatsen, eveneens ontworpen door Charles Vandenhove. Ze bevinden zich onder het lager gelegen gedeelte van het dak. De zitbanken zijn in een ronde vorm geplaatst, zodat de mensen zich naar elkaar wenden. Door de glazen gevels en dakconstructie is er veel daglicht en werd een open sfeer gecreëerd.
De balie is in tegenstelling tot de inkom minder modern. De overgang van beton en staal naar een houten constructie is groot. Vandenhove maakte hier gebruik van geometrische vormen. Er is een herhaaldelijk motief van vierkanten en rechthoeken dat wordt doorgetrokken naar het functionele gedeelte van het ziekenhuis. Vandenhove maakte in deze geometrische vormen gebruik van gekleurd glas.
In de vijfentwintig jaar dat architect Vandenhove bij de bouw van het CHU de Liège betrokken was, werkte hij samen met diverse plaatselijke en internationaal bekende kunstenaars, waaronder Sol LeWitt, Daniel Buren, Niele Toroni, Léon Wuidar, Jo Delahaut, Olivier Debré, Jean-Charles Blais, Claude Viallat, Marthe Wéry, André Romus en Jacques Charlier.

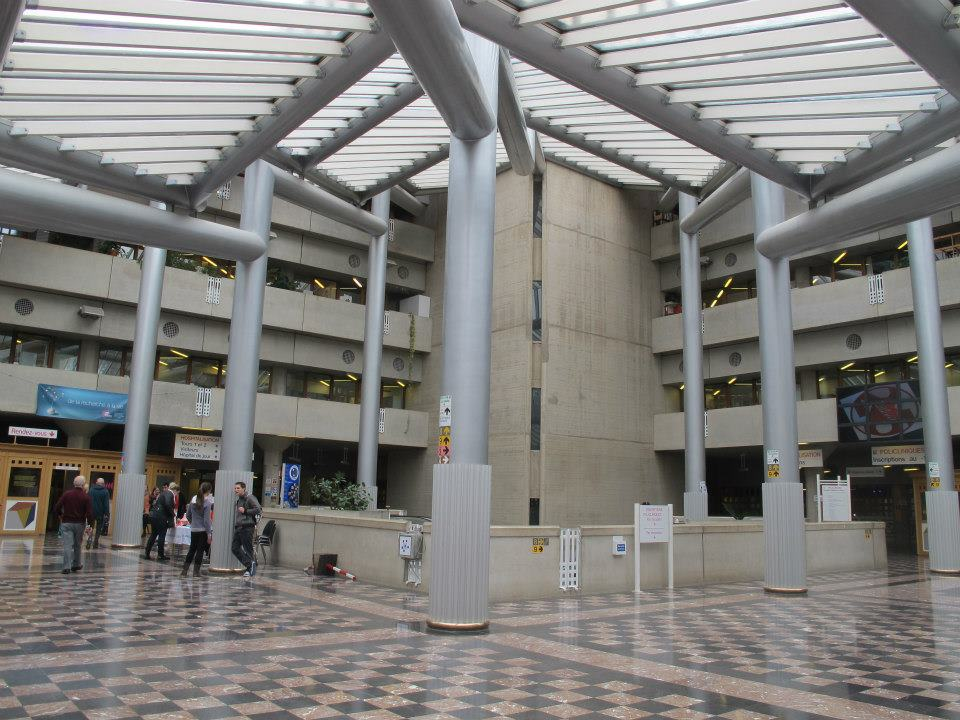
Inkomhal
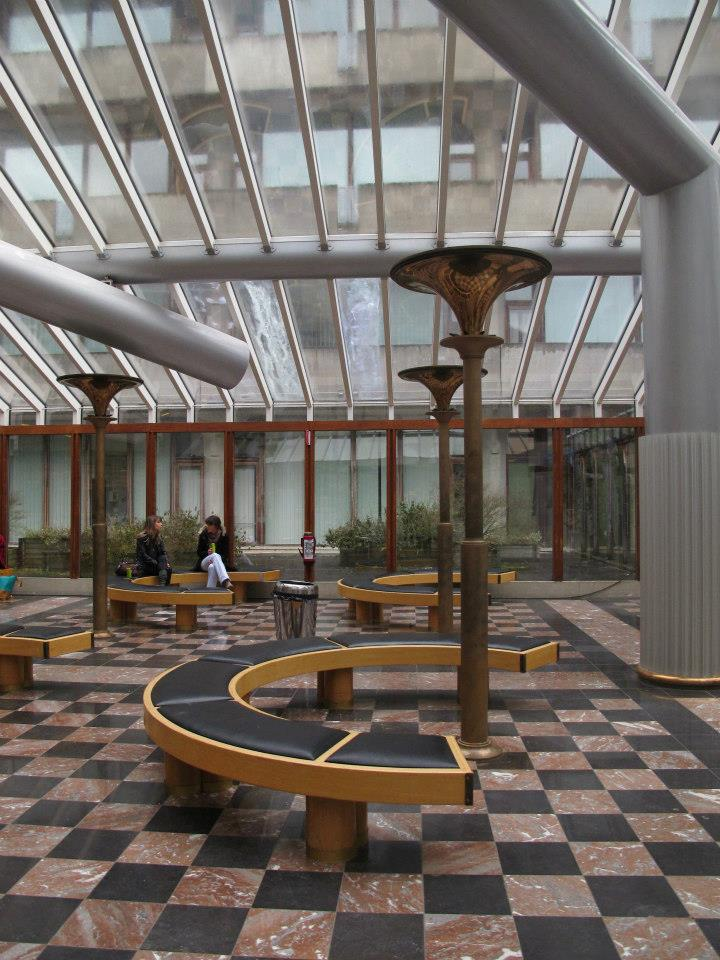
Zitruimtes
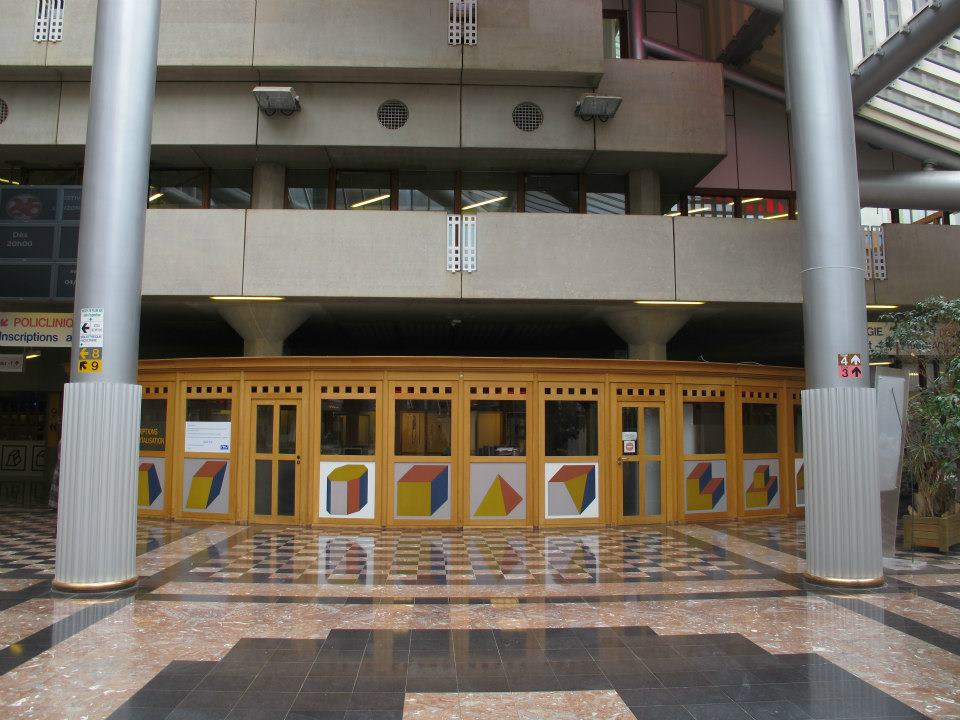
Balie met kunstwerk van LeWitt
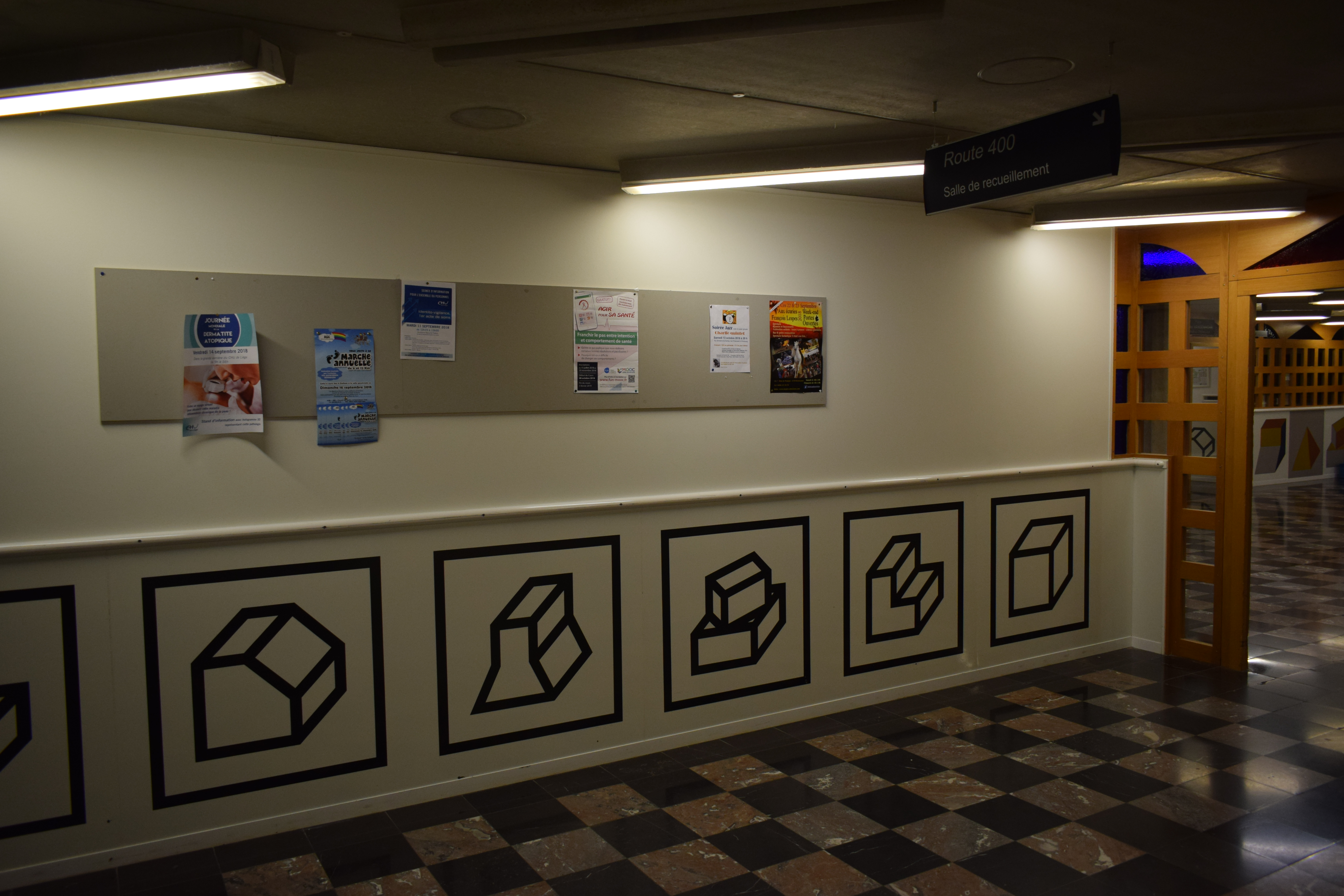
Gang met kunstwerk van LeWitt
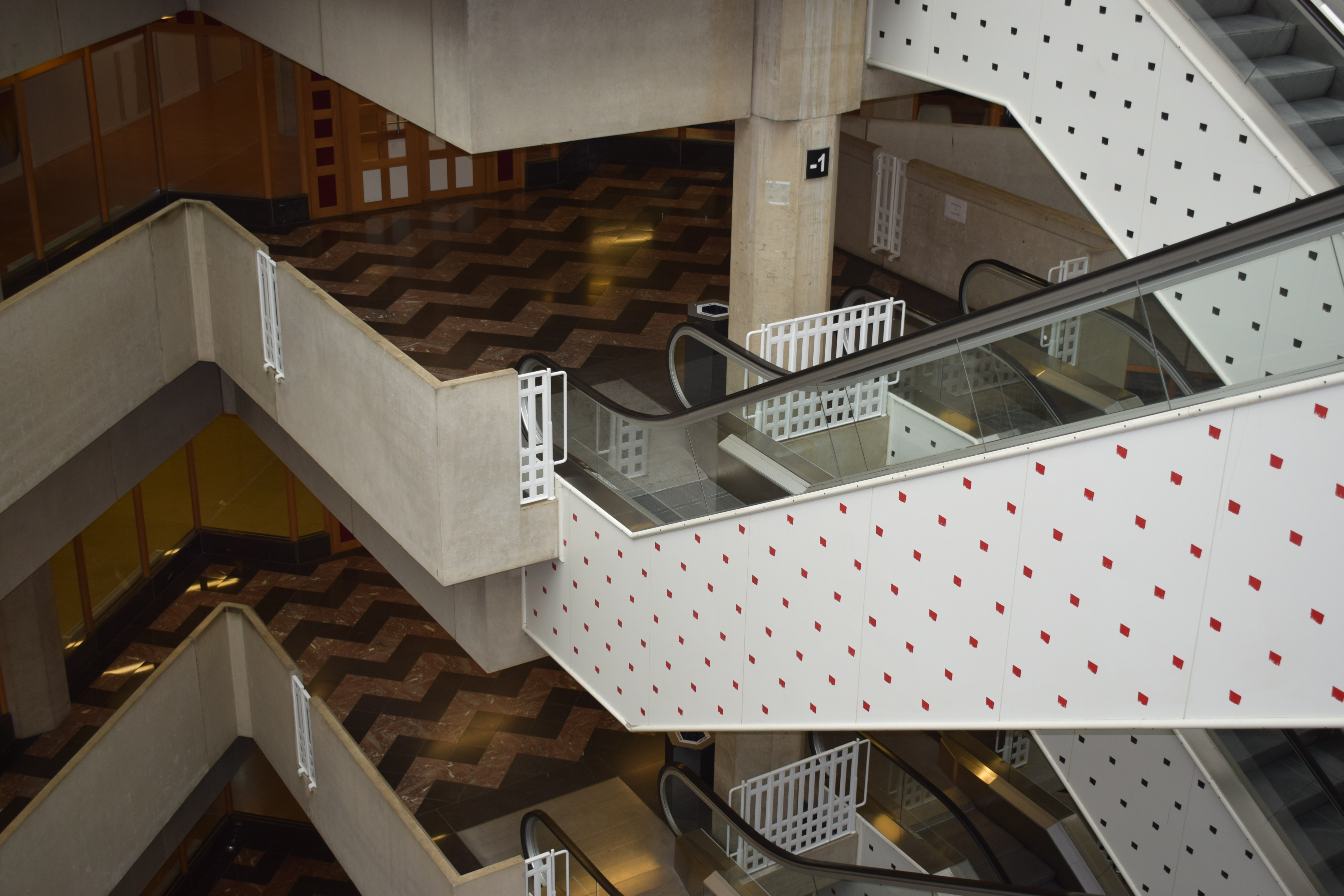
Roltrappen met kunstwerk van Toroni
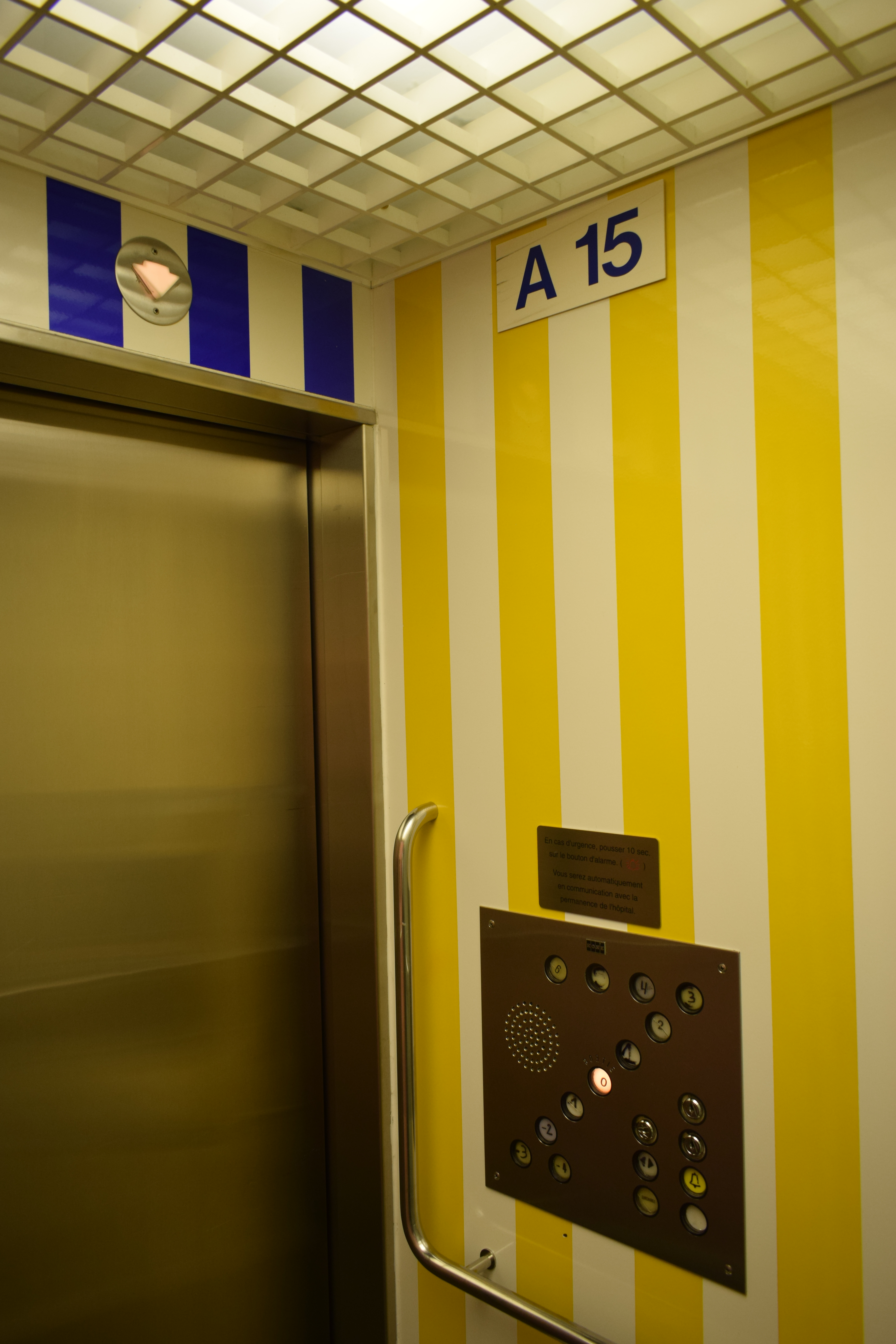
Lift met kunstwerk van Buren